# منشی صحنه

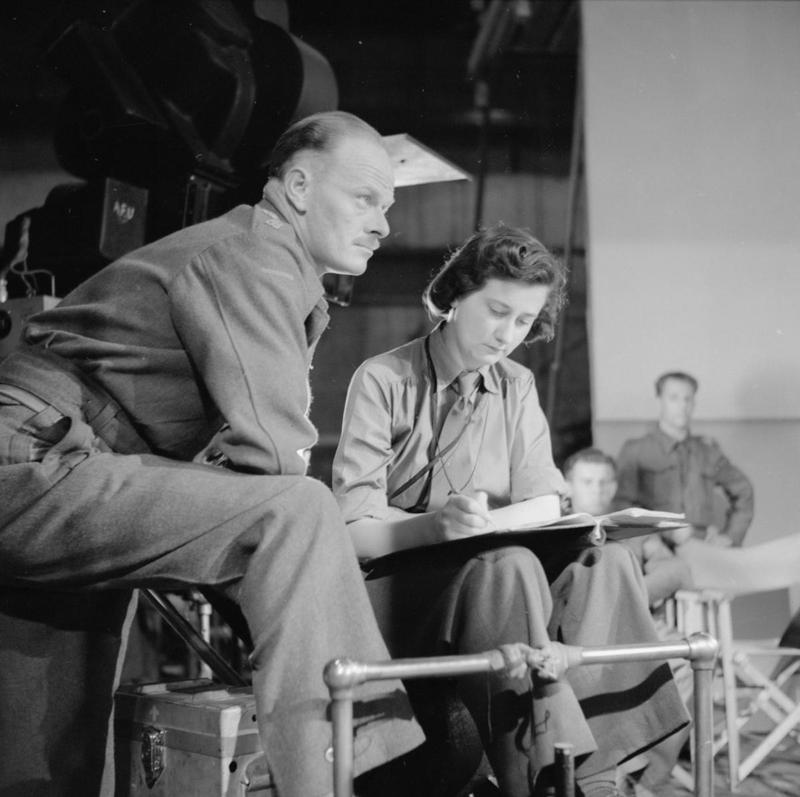
پشت صحنه فیلمی در زمان جنگ جهانی دوم

منشی صحنه (به انگلیسی: Script supervisor) از جمله مشاغل سینمایی و نمایشی است که زیرمجموعه گروه کارگردانی به‌شمار می‌رود و وظیفه اصلی متصدی این سِمَت نظارت بر اجرای تمام جزئیات اشاره شده در متن (فیلمنامه یا نمایشنامه) به هنگام فیلمبرداری (در آثار تصویری) یا اجرای نمایش (در تئاتر) می‌باشد.
علی‌رغم شباهت مسئولیت و یکسان بودن این عنوان؛ تفاوت‌هایی هم در شرح وظایف منشی صحنه در تئاتر با فیلم سینمایی و سریال تلویزیونی وجود دارد که جهت درک بهتر، جداگانه مورد بررسی قرار می‌گیرند.

### منشی صحنه در تئاتر
- منشی صحنه در طول تمرینات، با ثبت کلیهٔ جزئیات از جمله تغییرات احتمالی در متن نمایشنامه، بازی بازیگران، چیدمان صحنه و غیره، به کارگردان در طراحی میزانسن و پیشبرد امور یاری می‌رساند. او موظف است در ابتدای هر جلسهٔ تمرینی، موارد مذکور و تصمیمات اتخاذ شده در جلسات پیشین را به کارگردان و سایر عوامل یادآوری کند و این روند تا شکل‌گیری میزانسن نهایی، ادامه می‌یابد. پس از تثبیت شرح وظایف افراد و مشخص شدن نقشهٔ راه؛ منشی صحنه در کنار کارگردان، بر اجرای درست کلیهٔ موارد تمرین‌شده نظارت می‌کند تا همه‌چیز برای اجرایی بدون نقص، آماده شود.
- هنگام اجرای نمایش روی سن تئاتر، منشی صحنه در اتاق فرمان مستقر می‌شود و متصدیان نور، صدا و تصویر- در صورت وجود - را در اجرای درست وظایفشان یاری می‌رساند و به آن‌ها توضیح می‌دهد که چه زمانی شرایط نوری تغییر کند و چه موقع موسیقی، صدا یا تصویر ضبط شده، در سالن پخش گردد.

### منشی صحنه در سینما
- حفظ تداوم صحنه یا در اصطلاح رایج سینمایی، راکورد؛ مهم‌ترین وظیفه منشی صحنه به هنگام فیلم‌برداری می‌باشد. در زبان انگلیسی برای توصیف این ویژگی، لقب Continuity Supervisor نیز برای منشی صحنه به کار می‌رود. او تلاش می‌کند نماهای متوالی در طول فیلم، چه از از نظر زمانی و چه از لحاظ جزئیاتی مثل حس بازیگر و چیدمان صحنه و شرایط نوری، همگن و هماهنگ باشند و داستان در صحنه‌های مختلف به روانی تداوم یابد تا مخاطب به هنگام تماشای فیلم، دچار پرش ذهنی نشود و از قصه جدا نگردد. به همین منظور از اطلاعات هر نما شامل تعداد و طول زمان هر برداشت، گفتگوها، موقعیت شخصیت‌ها و مسیر حرکتشان، محل و موقعیت وسایل صحنه، محل استقرار دوربین و حرکت آن و مواردی از این دست، یادداشت برمی‌دارد تا اطمینان حاصل شود که در نماهای بعدی همه چیز در جای درست خود قرار گیرند. به عنوان مثال، اگر در نمایی از فیلم، شخصیتِ داستان لیوان آبی در دست راستش دارد، منشی صحنه باید دقت کند در نمای بعدی هم که ممکن است با فاصلهٔ زمانی یا حتی در جلسات آینده فیلم‌برداری شود، لیوان در همان دست بازیگر قرار گیرد.
- در گذشته منشی صحنه‌ها صرفاً به کمک یادداشت‌برداری و با اتکا به حافظه خود این موارد را کنترل می‌کردند ولی امروزه پیشرفت تکنولوژی به یاری آن‌ها آمده و علاوه بر نوشتن اطلاعات مهم مورد نیاز، از طریق دوربین تلفن همراه خود نیز می‌توانند هر نما را فیلم‌برداری کنند و با نماهای قبل و بعد، تطبیق دهند. یادداشت‌های مذکور در نهایت در قالب دفتر گزارش منشی صحنه، به تدوین‌گر تحویل داده می‌شوند تا در چیدمان درست نماها به وی کمک کند.[۱]
- همان‌گونه که در ابتدای مقاله هم اشاره شد، مسئولیت نظارت بر اجرای بی‌کم‌وکاستِ همهٔ موارد مطرح‌شده در فیلمنامه نیز به عهده منشی صحنه می‌باشد. او به هنگام فیلم‌برداری هر صحنه، با بررسی متن و برگه دکوپاژ کارگردان که شامل تعداد نمای هر صحنه و اطلاعات تکنیکی مربوط به آن می‌باشد، کنترل می‌کند که نمایی از قلم نیفتد و نکته‌ای فراموش نشود.

در نهایت با توجه به آنچه شرح داده شد، منشی صحنه از یاران مهم کارگردان به‌شمار می‌آید و در کنار دستیاران، رابط ایشان با سایر عوامل است و نظرات وی را به آن‌ها منتقل می‌کند. او به جهت تطبیق نور و شرایط آب و هوایی با گروه فیلمبرداری، تطبیق لباس با گروه لباس، تطبیق چیدمان صحنه با گروه صحنه، تطبیق گریم بازیگران با گروه گریم، تطبیق شناسهٔ هر نما با گروه صدابرداری و تطبیق حس‌وحال و زبان بدن، با بازیگران؛ در ارتباط تنگاتنگ می‌باشد. مسئولیت‌های منشی صحنه آن‌چنان متفاوت و وسیع است که در پروژه‌های بزرگ، به او چندین دستیار داده می‌شود.
بر اساس آنچه ذکر شد، یک منشی صحنه باید علاوه برداشتن دانش کافی و اشراف نسبی بر جنبه‌های مختلف سینما؛ از تمرکز، صبر، حافظه و روابط عمومی بالایی هم برخوردار باشد تا بتواند از عهدهٔ وظایف متنوع خود، به خوبی برآید.
از جمله مشکلاتی که پیش روی علاقه‌مندان به این شغل وجود دارد، عدم وجود آموزش حرفه‌ای و گرایشی مجزا در دانشگاه‌ها تحت عنوان منشی صحنه است و صرفاً در رشته کارگردانی سینما، اطلاعات مختصری در این زمینه به دانشجویان ارائه می‌شود. البته فارغ‌التحصیلان سینما به خوبی می‌توانند از عهده این کار برآیند و بسیاری از منشی صحنه‌ها در کشور نیز در این رشته تحصیل کرده‌اند. کسب تجربه در کنار کارگردان‌های مختلف، در موفقیت این شغل تأثیر بسزایی دارد. در واقع کسانی که می‌خواهند فیلم‌سازی را به خوبی یاد بگیرند، می‌توانند کار خود را با حضور در سِمَت منشی صحنه شروع کنند زیرا در همه لحظات کنار کارگردان است و همهٔ جزئیات اجرایی را همراه با او تجربه می‌کند.